# Исламски фундаментализам
Исламски фундаментализам дефинисан је као покрет муслимана који благонаклоно гледају на ранија времена и желе да се врате основама исламске религије и живе сличан начин живота као исламски пророк Мухамед и његови пријатељи. Исламски фундаменталисти фаворизују „дословно и првобитно тумачење” примарних извора ислама (Куран и Суна), настоје да елиминишу (оно што они сматрају) „кварним” неисламским утицајем из сваког дијела свог живота и виде „исламски фундаментализам” као погрдан термин који се користи за исламски препород.